# Восточнословацкая армия
Восточнословацкая армия — специализированное формирование войск Первой Словацкой республики, созданное в 1944 году, в связи с приближением Красной Армии к границам Словакии.
Весной 1944 года, с приближением линии Восточного фронта к границам страны, немцы начали формирование двух пехотных дивизий, которые должны были стать «Восточнословацким корпусом» под командованием генерала Густава Малара и остановить советское наступление.
Войска «Восточнословацкого корпуса» были сосредоточены в районе города Прешов, они насчитывали две дивизии (более 24 тыс. военнослужащих, имевших на вооружении 70 полевых и 50 противотанковых орудий, 150 миномётов, 250 тяжёлых пулемётов, 1 тыс. лёгких пулемётов и 15 тыс. винтовок), однако существенной помощи немецким войскам они оказать не сумели.
12 августа Й. Тисо ввёл в стране военное положение, а 29 августа (после того, как началось Словацкое национальное восстание) пригласил в страну немецкие войска. Немцам удалось разоружить большинство частей Восточнословацкой армии, однако более 2000 военнослужащих соединения смогли присоединиться к восставшим.
30 августа 1944 года заместитель командующего Восточно-словацкой армии, полковник Генерального штаба Словакии Вильям Тальский с группой офицеров и военнослужащих словацкой армии перешёл на сторону СССР.